# Pacsuliolaj
A pacsuliolaj az Indiában honos pacsuli (Pogostemon patchouli avagy P. cablin) illóolaja. depresszió, impotencia, szellemi fáradtság, narancsbőr esetén és ezeken kívül még rovarriasztásra, szagtalanításra, bőrápolásra is használják.

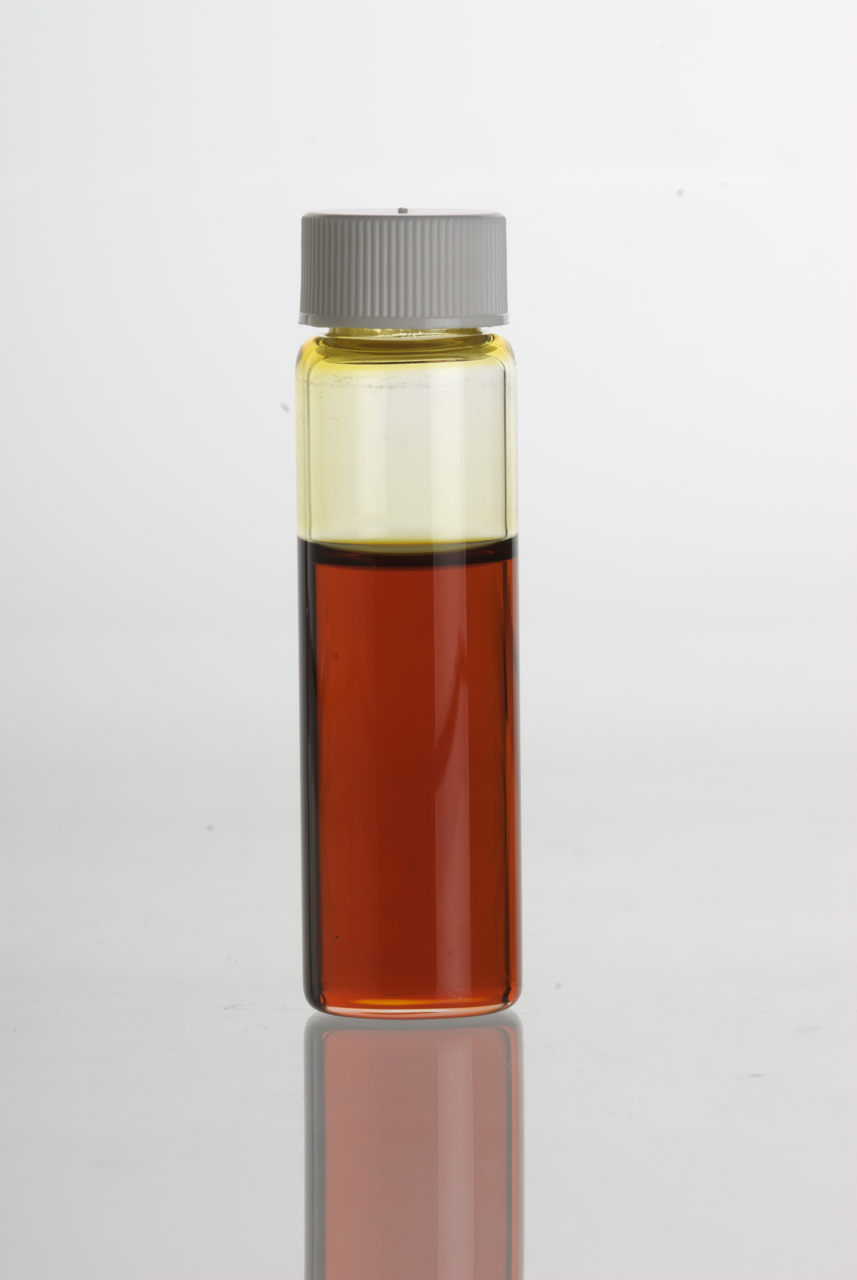

## Előállítása, fizikai tulajdonságai
Vízgőz-desztillációval vonják ki a növény leveleiből. Zöldes, illetve sárgásbarna, sűrűn folyós. Erős, émelyítően fűszeres illata éteres jellegű. Vízben nem oldódik, de alkoholban és éterben igen jól.

## Összetevői
Pacsuliolajból állították elő az egyik legrégebben ismert szeszkviterpén-alkoholt, a pacsuli-alkoholt. Ez a pacsuliolaj egyik fő összetevője; emellett még viszonylag sok pacsulipiridint, gvajént, humulént, és benzaldehidet tartalmaz. A levelekből extrahálják még a gyümölcsillatú pacsulirezinolt, amit az illatanyagok rögzítésére alkalmaznak. A világon évente mintegy ötszáz tonna pacsuliolajat termelnek; főleg Indonéziában és Kínában.
A gyógyászatban használatos hatóanyagai: azulén, eugenol, fenol, illóolajak, limonén, tannin.

## Alkalmazása
Három fő alkalmazási területe a hagyományos gyógyászat, az aromaterápia és legfőképpen az illatszergyártás (alapanyaga, a pacsulilevél kitűnő molyirtó is).
Az illatszergyártásban a chypre, fás és keleties parfümkompozíciókban használják. A széles körben alkalmazzák leheletfrissítő édességek aromás összetevőjeként. Kicsit szappanos illata Európában és az Egyesült Államokban már nem divatos, ám Ázsiában és Latin-Amerikában továbbra is népszerű.
A hagyományos ázsiai gyógyászatban sokrétűen alkalmazzák, így magas vérnyomás, apátia, ödéma, megfázás, fejfájás, hányinger és gyomorfájdalmak ellen; Japánban és Malajziában mérges kígyók marására is – ezek kezelését nem segíti, de enyhíti a tüneteket. Illata nyugtató, aggodalmak, depresszió esetén segíti a szellemi egyensúly elérését, emellett érzékenyebbé teszi az embert.
Az alternatív gyógyászatban felhasználási módjai:
- párologtatás,
- bedörzsölés,
- fürdő

Keverhető bergamottal, erdei fenyővel, gerániummal, narancsvirággal.
A modern európai gyógyászatban:
- anorexia,
- hasmenés,
- emésztési zavarok,
- kólika

kezelésére használják. Antibakteriális hatása is van.